# 粟屋助太夫
粟屋 助太夫（あわや すけだゆう、生年不詳 - 寛永12年（1635年））は、安土桃山時代から江戸時代前期の武将。豊臣家の家臣。諱は不明。

## 略歴
粟屋勝家の息子。祖父は若狭武田氏の家臣でのちに織田信長・豊臣秀吉に仕えた粟屋勝久。
助太夫は豊臣秀頼に仕え、大坂の陣では豊臣軍の一員として戦う。
落城後は落ち延びて、のちに藤堂高虎に仕える。寛永12年（1635年）に死去。

## 参考資料
「藤堂高虎家臣辞典」